# Аннейша Мак-Лафлін-Вілбі
Аннейша Мак-Лафлін-Вілбі (англ. Anneisha McLaughlin-Whilby, нар. 6 січня 1986) — ямайська спринтерка, срібна призерка Олімпійських ігор 2016 року.

## Виступи на Олімпіадах
| Олімпіада           | Дисципліна            | Місце |
| ------------------- | --------------------- | ----- |
| Ріо-де-Жанейро 2016 | естафета 4×400 метрів | 2     |